# 김동민 (1987년)
김동민(한국 한자: 金東敏, 1987년 6월 23일 ~ )는 대한민국의 축구 선수로, 포지션은 수비수이다.